# Přemilov
Přemilov je osada, část města Seč v okrese Chrudim. Nachází se asi 6 km na jihovýchod od Seče. Podle výsledků sčítání lidu 2011 zde stojí šest domů a trvale žijí dva lidé; při sčítání lidu 2001 zde trvale nežil nikdo. Je zde evidováno 11 adres.

## Poloha a historie
Přemilov leží v katastrálním území Prosíčka u Seče o výměře 5,12 km2. Osada se rozkládá nad zákrutem koryta řeky Chrudimky, které je hloubeno v tvrdých rulách ohebského krystalinika, v nadmořské výšce asi 500 až 535 metrů. První známá písemná zmínka o osadě je z roku 1567, kdy patřila k sečskému panství. V roce 1628 byla připojena k nasavrckému panství.

## Přístup
Do Přemilova nevede žádná zpevněná silnice, je dostupný lesní cestou vedoucí z Horního Bradla. Vesnicí dále prochází modrá turistická značená trasa pro pěší (okolo přehrady Seč, přes Ústupky a Přemilov dále víceméně podél Chrudimky opět do Horního Bradla) a cyklotrasa č. 4115. Vede tudy též Vlastivědná stezka Krajem Chrudimky, která má celkem 82 km a 31 zastavení. Zastavení č. 18 se nachází přímo ve vesnici. Pro pěší je nejkratší přístup z obce Klokočov, od památné Klokočovské lípy: nejprve po žluté turistické trase přes areál Na Pilce, poté přes most pro pěší na druhý břeh Chrudimky, po asi 150 metrech se žlutá trasa napojuje na výše uvedenou modrou (rozcestník Mladiny). Z Klokočova asi 2,5 kilometru, z areálu Na Pilce 1,1 kilometru.

## Památný strom
V Přemilově roste památný strom jilm habrolistý vysoký 30 metrů (jilm na Přemilově).

## Fotogalerie

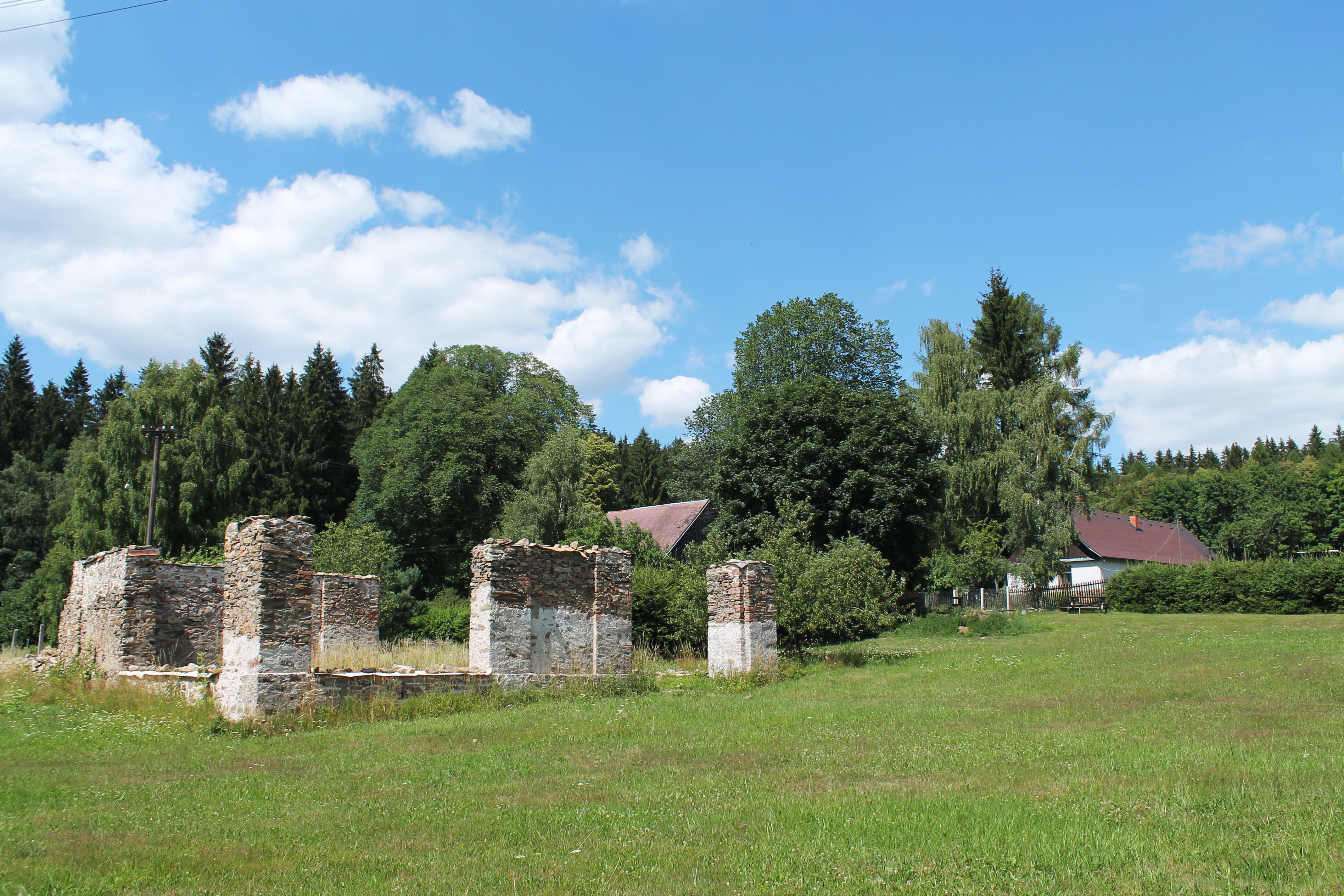
Pohled na Přemilov
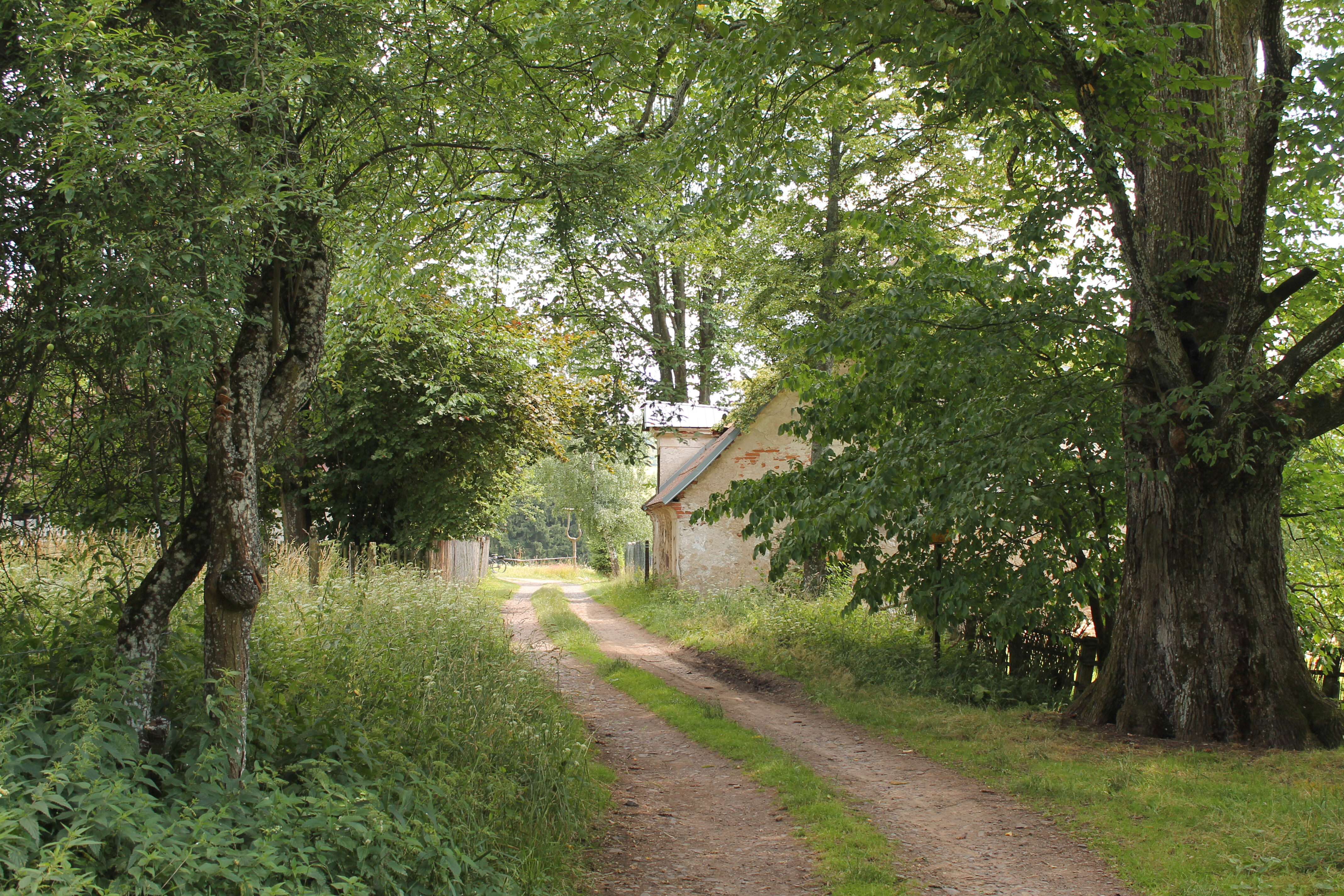
Hlavní cesta v Přemilově
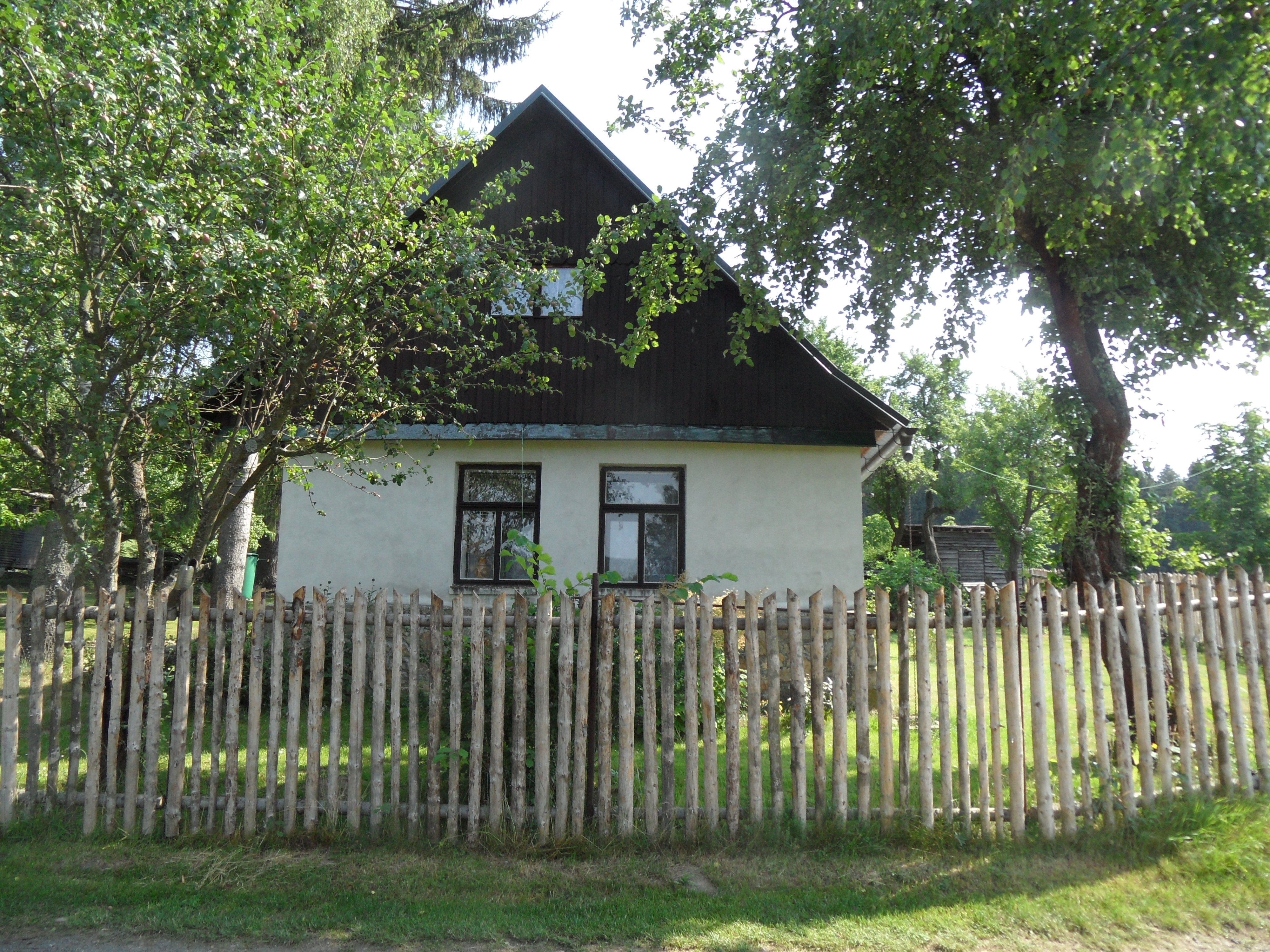
Chalupa u rozcestí
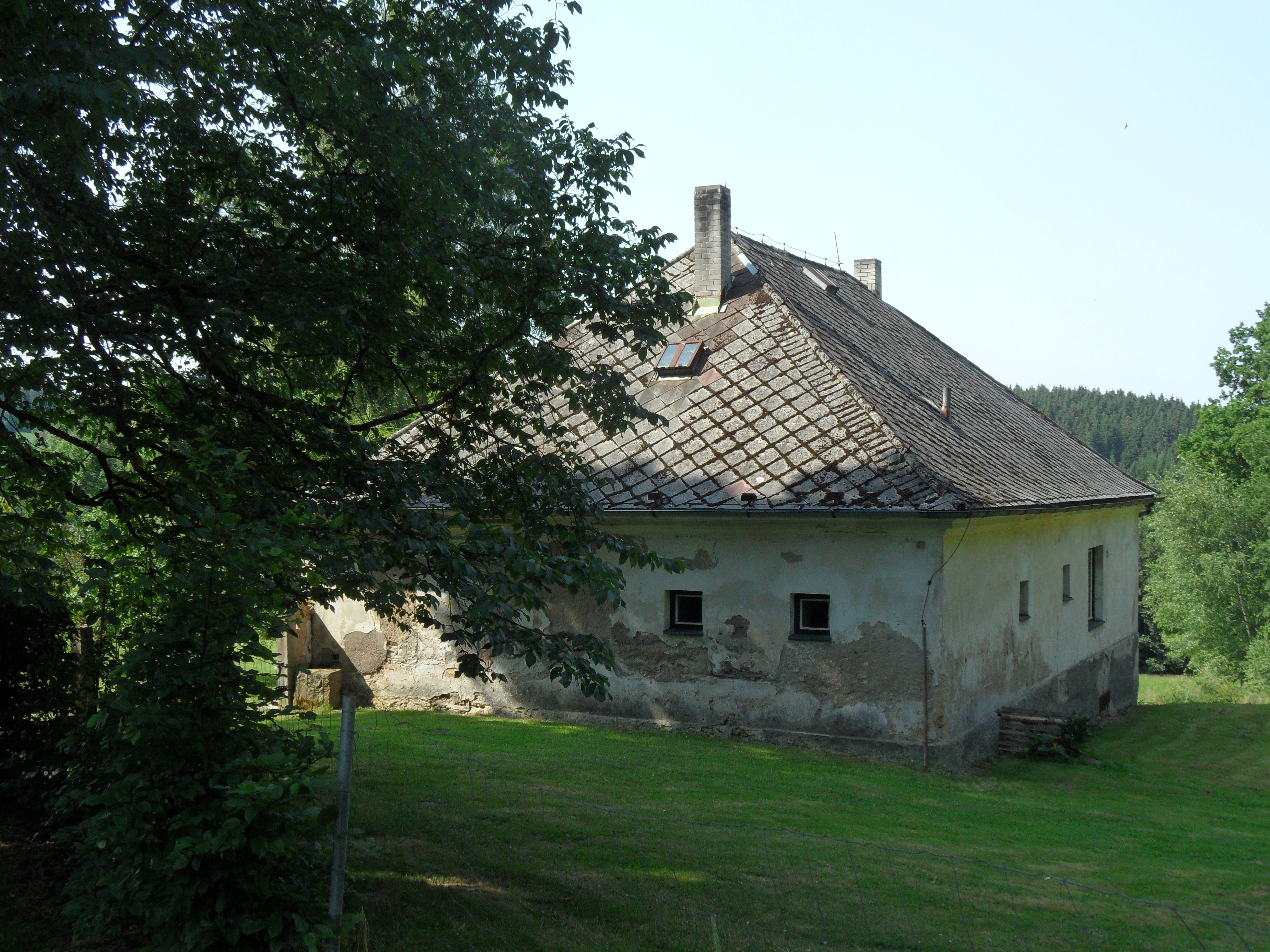
Dům pod cestou
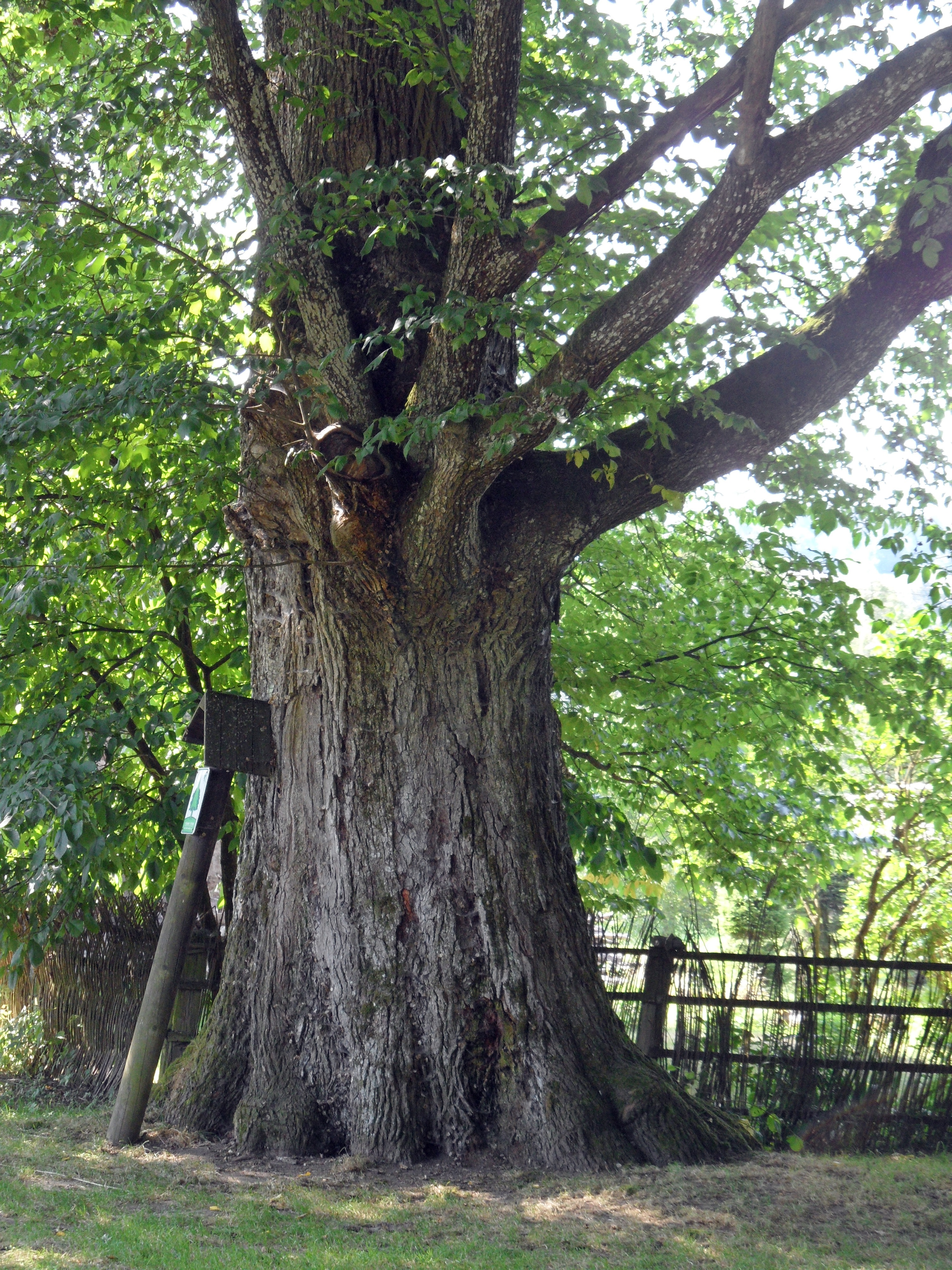
Mohutný kmen památného jilmu habrolistého